# Pontarlier (quận)
Quận Pontarlier là một quận của Pháp, nằm ở tỉnh Doubs, trong vùng Franche-Comté. Quận này có 5 tổng và 85 xã.

## Các đơn vị hành chính

### Các tổng
Các tổng của quận Pontarlier là: 
1. Levier
2. Montbenoît
3. Morteau
4. Mouthe
5. Pontarlier

### Các xã
Các xã của quận Pontarlier, và mã INSEE là: 
| 1. Arc-sous-Cicon (25025)            | 2. Arc-sous-Montenot (25026)           | 3. Arçon (25024)                       | 4. Aubonne (25029)                 |
| 5. Bannans (25041)                   | 6. Bians-les-Usiers (25060)            | 7. Bonnevaux (25075)                   | 8. Boujailles (25079)              |
| 9. Bouverans (25085)                 | 10. Brey-et-Maison-du-Bois (25096)     | 11. Bugny (25099)                      | 12. Bulle (25100)                  |
| 13. Chaffois (25110)                 | 14. Chapelle-d'Huin (25122)            | 15. Chapelle-des-Bois (25121)          | 16. Chaux-Neuve (25142)            |
| 17. Châtelblanc (25131)              | 18. Courvières (25176)                 | 19. Dommartin (25201)                  | 20. Dompierre-les-Tilleuls (25202) |
| 21. Doubs (25204)                    | 22. Fourcatier-et-Maison-Neuve (25252) | 23. Frasne (25259)                     | 24. Gellin (25263)                 |
| 25. Gilley (25271)                   | 26. Goux-les-Usiers (25282)            | 27. Grand'Combe-Châteleu (25285)       | 28. Granges-Narboz (25293)         |
| 29. Hauterive-la-Fresse (25303)      | 30. Houtaud (25309)                    | 31. Jougne (25318)                     | 32. La Chaux (25139)               |
| 33. La Cluse-et-Mijoux (25157)       | 34. La Longeville (25347)              | 35. La Planée (25459)                  | 36. La Rivière-Drugeon (25493)     |
| 37. Labergement-Sainte-Marie (25320) | 38. Le Crouzet (25179)                 | 39. Les Alliés (25012)                 | 40. Les Combes (25160)             |
| 41. Les Fins (25240)                 | 42. Les Fourgs (25254)                 | 43. Les Grangettes (25295)             | 44. Les Gras (25296)               |
| 45. Les Hôpitaux-Neufs (25307)       | 46. Les Hôpitaux-Vieux (25308)         | 47. Les Pontets (25464)                | 48. Les Villedieu (25619)          |
| 49. Levier (25334)                   | 50. Longevilles-Mont-d'Or (25348)      | 51. Maisons-du-Bois-Lièvremont (25357) | 52. Malbuisson (25361)             |
| 53. Malpas (25362)                   | 54. Montbenoît (25390)                 | 55. Montflovin (25398)                 | 56. Montlebon (25403)              |
| 57. Montperreux (25405)              | 58. Morteau (25411)                    | 59. Mouthe (25413)                     | 60. Métabief (25380)               |
| 61. Ouhans (25440)                   | 62. Oye-et-Pallet (25442)              | 63. Petite-Chaux (25451)               | 64. Pontarlier (25462)             |
| 65. Reculfoz (25483)                 | 66. Remoray-Boujeons (25486)           | 67. Renédale (25487)                   | 68. Rochejean (25494)              |
| 69. Rondefontaine (25501)            | 70. Saint-Antoine (25514)              | 71. Saint-Gorgon-Main (25517)          | 72. Saint-Point-Lac (25525)        |
| 73. Sainte-Colombe (25515)           | 74. Sarrageois (25534)                 | 75. Septfontaines (25541)              | 76. Sombacour (25549)              |
| 77. Touillon-et-Loutelet (25565)     | 78. Vaux-et-Chantegrue (25592)         | 79. Verrières-de-Joux (25609)          | 80. Ville-du-Pont (25620)          |
| 81. Villeneuve-d'Amont (25621)       | 82. Villers-le-Lac (25321)             | 83. Villers-sous-Chalamont (25627)     | 84. Vuillecin (25634)              |
| 85. Évillers (25229)                 |                                        |                                        |                                    |